# Powiat górowski

Logo powiatu

Powiat górowski – powiat w Polsce, położony w północnej części województwa dolnośląskiego, przy granicy z województwami wielkopolskim i lubuskim. Siedzibą powiatu jest miasto Góra.

## Podział administracyjny
Powiat górowski powstał 1 stycznia 1999 roku wskutek reformy administracyjnej, której jednym z aspektów było wprowadzenie powiatów jako drugiego szczebla administracji, pomiędzy województwami i gminami.
Został stworzony z części znoszonego województwa leszczyńskiego. Terytorium powiatu zostało określone w kształcie zbliżonym do tego, jaki posiadał on przed swoją likwidacją w 1975 roku. W 1976 roku zniesiona została wchodząca wówczas w jego skład gmina Czernina, a jej obszar podzielono między gminę Góra a gminę Bojanowo (od 1999 roku w powiecie rawickim w województwie wielkopolskim).
Z powiatem górowskim graniczą jednostki:
- powiat wschowski w województwie lubuskim oraz powiat leszczyński w województwie wielkopolskim od północy,
- powiat trzebnicki oraz powiat rawicki w województwie wielkopolskim od wschodu,
- powiaty lubiński i wołowski od południa,
- powiat głogowski od zachodu.

W skład powiatu wchodzą 4 gminy: 2 miejsko-wiejskie oraz 2 wiejskie. Na jego terenie położone są dwa miasta: Góra oraz Wąsosz.
| Gmina   | Gmina           | Gmina | Gmina    | Pow. (2025) | Ludność (2024) | Siedziba |
| TERYT   | Typ             | Nazwa | Nazwa    | Pow. (2025) | Ludność (2024) | Siedziba |
| ------- | --------------- | ----- | -------- | ----------- | -------------- | -------- |
| 0204013 | miejsko-wiejska |       | Góra     | 266,00      | 18 294         | Góra     |
| 0204022 | wiejska         |       | Jemielno | 124,04      | 2636           | Jemielno |
| 0204032 | wiejska         |       | Niechlów | 151,11      | 4454           | Niechlów |
| 0204043 | miejsko-wiejska |       | Wąsosz   | 197,09      | 6670           | Wąsosz   |

## Pokrycie terenu
Powiat górowski według danych z 2025 roku zajmował powierzchnię 738,24 km², co stanowiło 3,7% powierzchni województwa dolnośląskiego. Pod względem powierzchni zajął  11. lokatę spośród 26 powiatów w województwie oraz 201. miejsce wśród 314 powiatów Polski. Największą część powierzchni powiatu zajmowały grunty rolne (64,5%) oraz leśne (30,3%). Zabudowanych i zurbanizowanych było 3,8% terenów, zaś pod wodami znajdowało się ich 1,0%.
|  |

## Demografia
Według stanu z dnia 31 grudnia 2024 roku w powiecie górowskim zamieszkiwało 32 054 mieszkańców: 16 193 kobiety (50,5% ludności) i 15 861 mężczyzn (49,5%), czyli 1,1% ludności województwa dolnośląskiego. Gęstość zaludnienia w powiecie wyniosła 43 osób na km². Powiat górowski jest najsłabiej zaludnionym powiatem w województwie oraz jednym z najmniej ludnych w całej Polsce – pod względem ludności zajął w 2024 roku 302. lokatę wśród 314 powiatów Polski.
Wskaźnik urbanizacji wyniósł 41,0%; w miastach w tym dniu mieszkały 13 133 osoby, zaś na wsi 18 921 osób.
|  |

|  |  |

## Historia

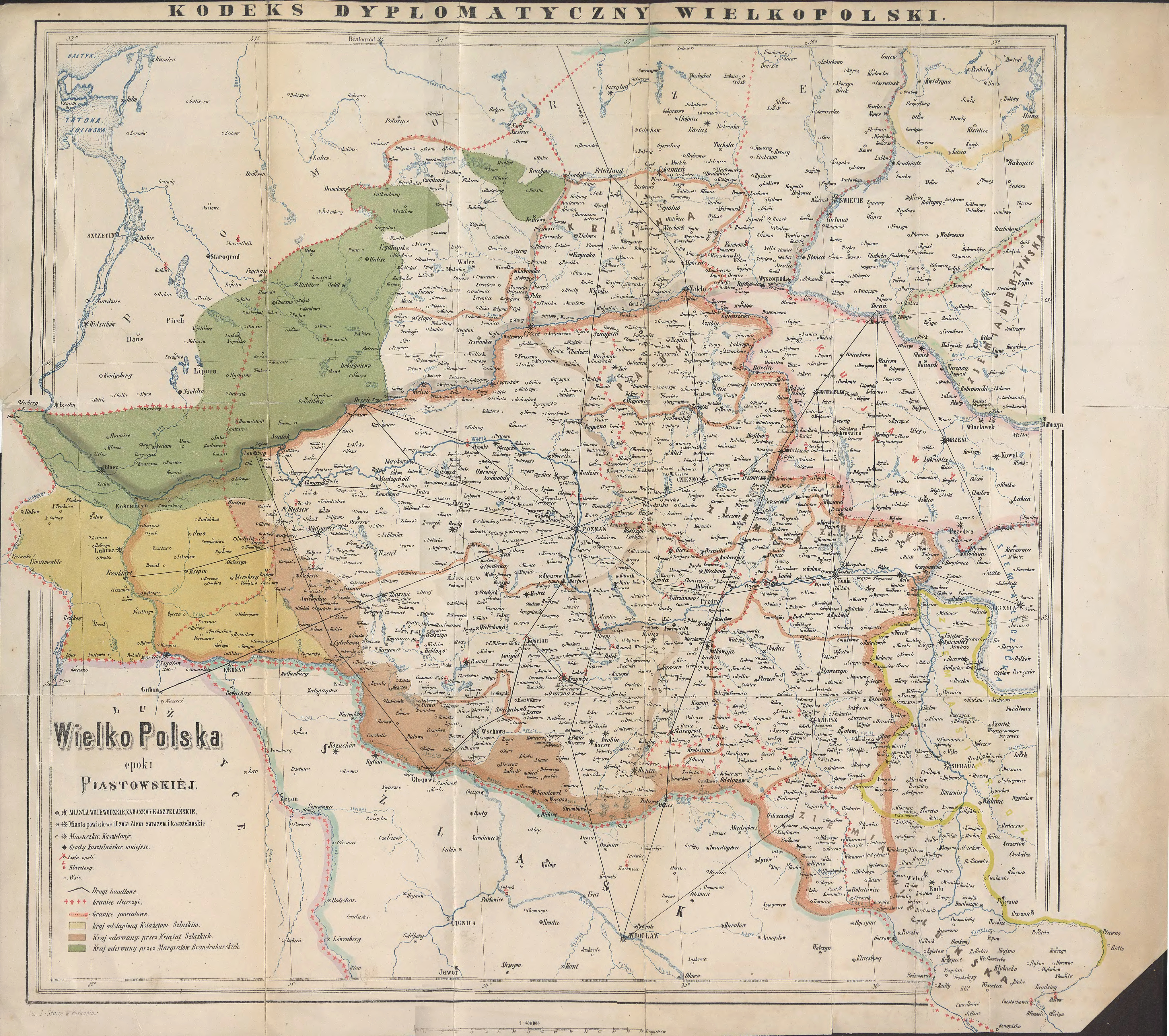
Powiat górowski w granicach Wielkopolski na mapie według Kodeksu dyplomatycznego Wielkopolski.

Ziemie, na których leży powiat, w średniowieczu wchodziły w skład Wielkopolski. W wyniku aneksji przyłączone zostały do Śląska przez książąt śląskich. W 1217 miało miejsce w Sądowlu zawarcie pokoju pomiędzy księciem wielkopolskim Władysławem Laskonogim, a księciem śląskim Henrykiem I Brodatym, w wyniku którego południe Wielkopolski wraz z powiatem górowskim przypadło temu ostatniemu .

## Geografia
Największe przepływające przez powiat rzeki: Odra, Barycz, Orla, Kopanica (Rów Polski), Śląski Rów. Liczne walory przyrodnicze – ponad 70,4% powierzchni powiatu zajmują obszary prawnie chronione. Lasy stanowią 28% powierzchni powiatu. Głównym surowcem naturalnym jest gaz ziemny, którego złoża szacuje się na ok. 10 mld m³ (dane z 2001).

## Gospodarka
Stopa bezrobocia w powiecie w 2015 roku wynosiła 22,2%. W końcu listopada 2019 liczba zarejestrowanych bezrobotnych w powiecie obejmowała ok. 1,5 tys. mieszkańców, przez co stopa bezrobocia spadła do poziomu 13,9% do aktywnych zawodowo.

## Starostowie górowscy
Na podstawie źródła:

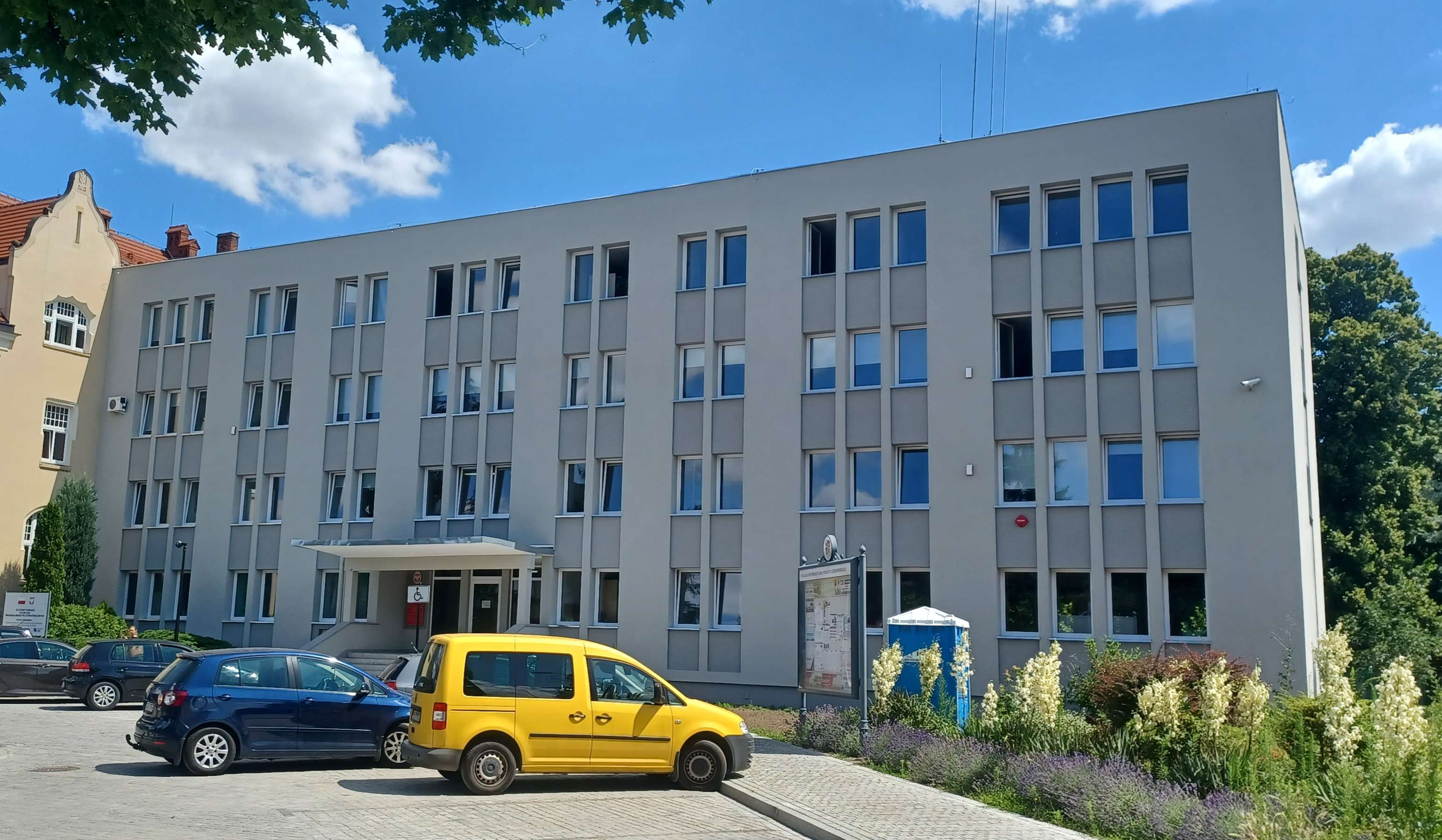
Budynek Starostwa Powiatowego w Górze

- Leszek Darłak (9 listopada 1998 – 21 marca 2000)
- Jerzy Maćkowski (21 marca 2000 – 23 marca 2001)
- Tadeusz Wrotkowski (23 marca 2001 – 30 października 2001)
- Sławomir Rutecki (30 października 2001 – 28 listopada 2006)
- Beata Pona (28 listopada 2006 – 16 września 2010)
- Jan Kalinowski (29 września 2010 – 9 grudnia 2010)
- Piotr Wołowicz (9 grudnia 2010 – 19 marca 2019)
- Kazimierz Bogucki (19 marca 2019 – 29 maja 2020)
- Anna Kolibek (29 maja 2020 – 2 sierpnia 2021)
- Urszula Szmydyńska (17 sierpnia 2021 – 11 czerwca 2024)
- Kazimierz Bogucki (od 11 czerwca 2024)[20]